# Amerila minor
Amerila minor är en fjärilsart som beskrevs av Rothschild 1916. Amerila minor ingår i släktet Amerila och familjen björnspinnare. Inga underarter finns listade i Catalogue of Life.